# Hadrosaurus foulkii

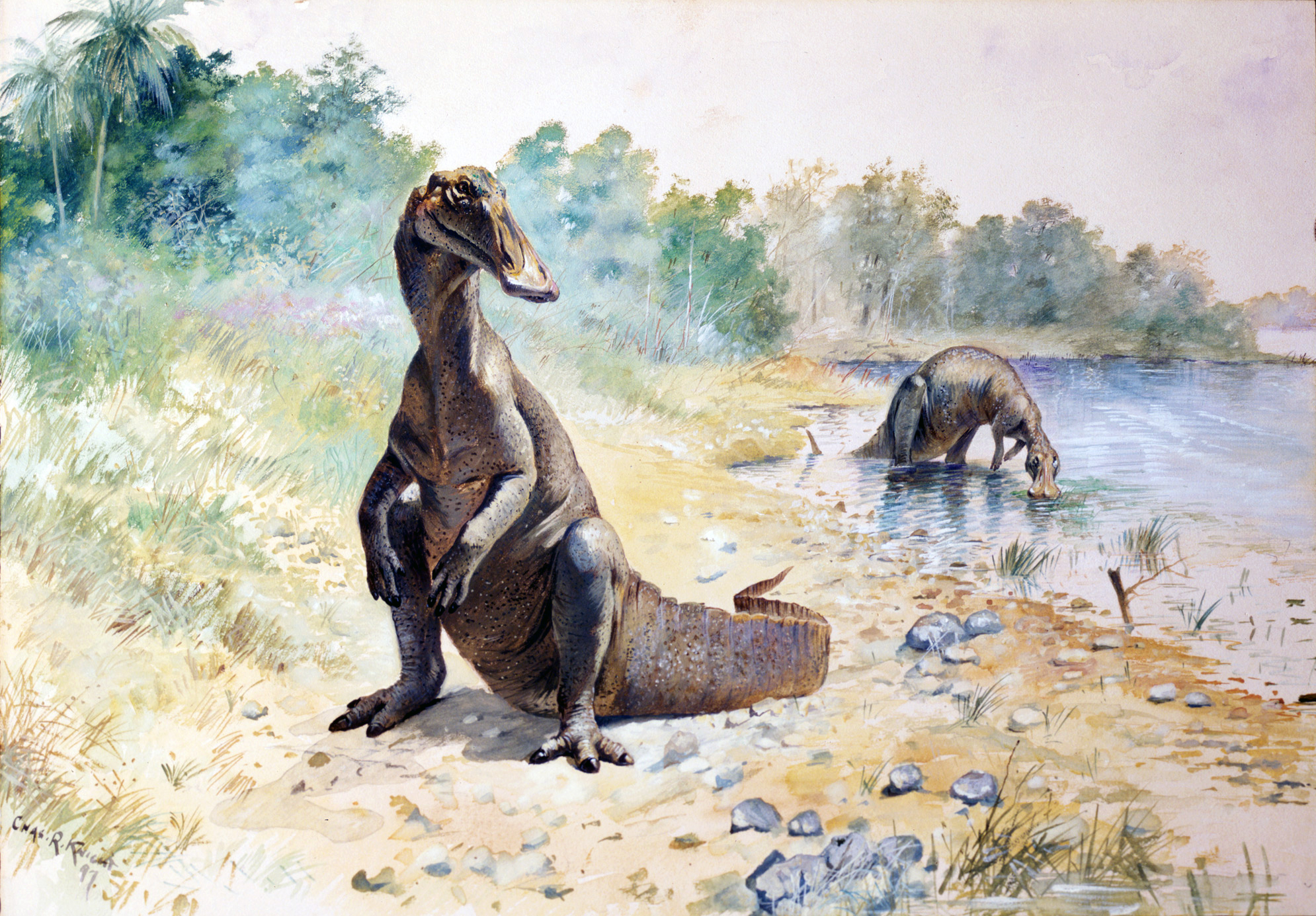
Ricostruzione antiquata di hadrosaurs di Charles R. Knight

L'adrosauro (Hadrosaurus foulkii Leidy, 1858) è un dinosauro vissuto nel Cretaceo superiore (tra Santoniano e Maastrichtiano, circa 84,9-65 milioni di anni fa).
Si tratta della prima specie di dinosauro descritta negli Stati Uniti sulla base di resti fossili più o meno completi. Il suo nome significa "rettile pesante".

## Descrizione
Si tratta di un dinosauro ornitischio di grosse dimensioni, vissuto nel Nordamerica orientale (New Jersey) nel Cretaceo superiore, circa 80 milioni di anni fa.
Lungo circa 9 metri, alto 3 e pesante forse 5 tonnellate, Hadrosaurus era un erbivoro semibipede che molto probabilmente viveva in branchi. Questo animale ha dato il nome alla famiglia degli adrosauridi, un gruppo di ornitopodi discendenti degli iguanodontidi, caratteristici del Cretaceo superiore del Nordamerica e dell'Asia.
Il suo principale predatore, con tutta probabilità, era Dryptosaurus aquilunguis, un grosso teropode dalle affinità non chiare.

## Il primo dinosauro americano

### La scoperta

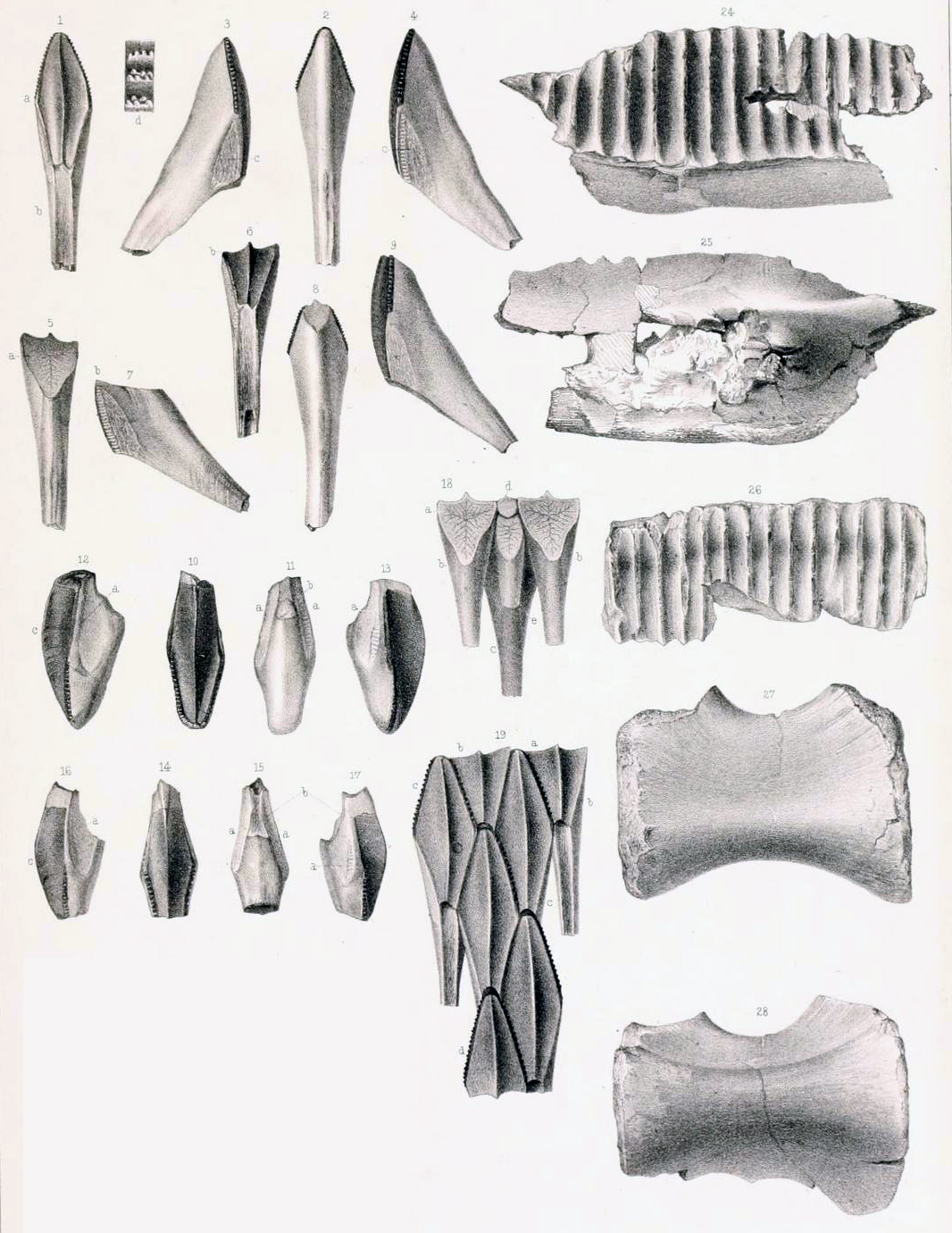
Illustrazione da Cretaceous Reptiles of the United States, mostrante vari denti (in alto) e vertebre (in basso) di Hadrosaurus. I denti in basso a sinistra appartengono in effetti a un altro dinosauro, Astrodon.

Nel 1838, William Hopkins stava scavando in una cava di marna quando dissotterrò alcune grandi ossa. Le mise in mostra nella sua casa a Haddonfield, nel New Jersey. Nel 1858 queste ossa destarono la curiosità di un visitatore, il geologo e paleontologo William Parker Foulke, che contattò il paleontologo Joseph Leidy insieme al quale recuperò le parti restanti dello scheletro nello stesso anno. Nel 1858 Leidy descrisse e diede ufficialmente il nome di Hadrosaurus foulkii alla nuova specie in onore del suo collaboratore Foulke. Si trattava del primo scheletro intero di dinosauro rinvenuto nell'America settentrionale.
Sempre nel 1858, la specie venne descritta dal famoso paleontologo Joseph Leidy a partire da ossa delle zampe, la pelvi, parte dei piedi, ventotto vertebre, otto denti e piccoli pezzi di mascella. Leidy riconobbe che quelle ossa erano appartenute a un dinosauro simile a Iguanodon, scoperto in Inghilterra alcuni decenni prima, ma lo scheletro di Hadrosaurus era ben più completo di quello della sua controparte inglese, e in generale di quello di ogni dinosauro conosciuto a quel tempo.

### Il bipede di Leidy
La monografia di Leidy, Cretaceous Reptiles of the United States, in cui veniva descritto Hadrosaurus con tanto di illustrazioni, fu scritta nel 1860 ma vide la luce solo cinque anni dopo a causa della Guerra di Secessione Americana. Leidy ricostruì il dinosauro come un bipede, in contrasto con le idee dell'epoca che raffiguravano i dinosauri come pesanti quadrupedi. L'intero scheletro fu montato da una squadra capitanata dallo scultore e naturalista inglese Benjamin Waterhouse Hawkins, e fu messo in mostra all'Accademia di scienze naturali di Filadelfia, dove è ancora visibile ai giorni nostri. Una statua di Hadrosaurus, scolpita dal cittadino di Haddonfield John Giannotti, domina ora la scena nel centro della città di Haddonfield, a commemorazione della scoperta.

## Cranio mancante

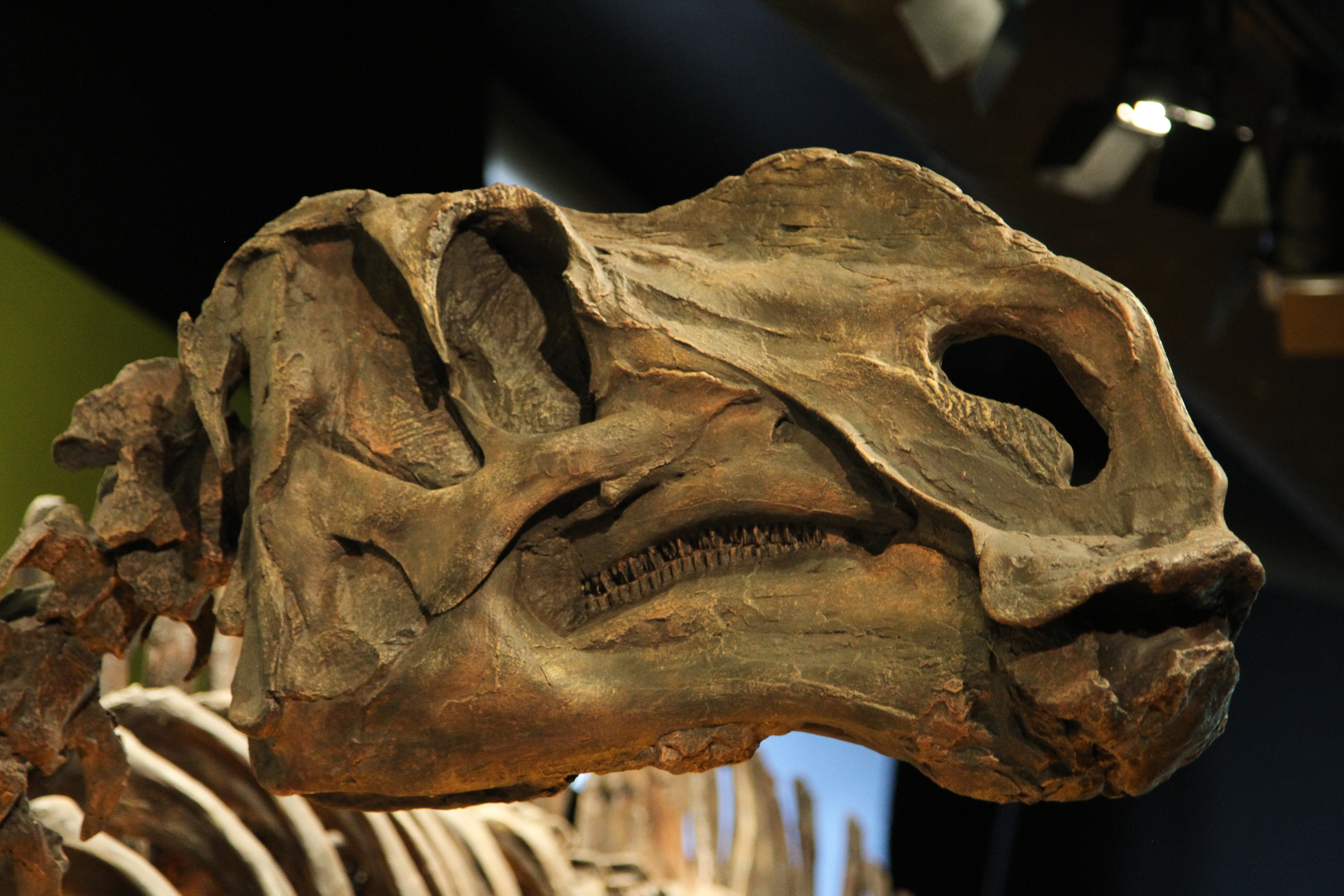
Crani di Hadrosaurus sp.

I resti di Hadrosaurus foulkii non permettono di ricostruire completamente l'aspetto dell'animale, dato che il cranio, così caratteristico in tutte le specie conosciute di adrosauridi, è andato perduto. Per questo motivo, nonostante la sua grandissima importanza storica e scientifica, attualmente Hadrosaurus foulkii è considerato un nomen dubium, in quanto i suoi resti sono virtualmente indistinguibili da quelli di gran parte delle specie degli adrosauridi meglio conosciuti del Nordamerica occidentale.